# Plateros tumacacori
Plateros tumacacori är en skalbaggsart som beskrevs av Green 1953. Plateros tumacacori ingår i släktet Plateros och familjen rödvingebaggar. Inga underarter finns listade i Catalogue of Life.